# Sebastian Koto Khoarai
Sebastian Koto Khoarai O.M.I. (11. září 1929, Koaling, Lesotho – 17. dubna 2021 Mazenod) byl lesothský římskokatolický duchovní, emeritní biskup diecéze Mohale’s Hoek v Lesothu, kterého dne 19. listopadu 2016 papež František jmenoval kardinálem.